# Princess Brun Njua
Princess Brun Njua, née le 26 janvier 1986 à Kom (région du Nord-Ouest, Cameroun), est une actrice et mannequin camerounaise plusieurs fois primée. Elle s'est fait connaître en 2014 après avoir participé à la série télévisée populaire d'ITV Judge Rinder. Elle est lauréate d'un prix BEFFTA qu'elle a remporté en 2016. 

## Biographie
Brun Njua, également connue sous le nom de Brunhilda Njua est née le 26 janvier 1986 à Kom, dans la région du Nord-Ouest du Cameroun. Brun a perdu ses deux parents dans un accident de voiture à l'âge de 14 ans et a dû se débrouiller seule.

## Vie personnelle
Brun est la dernière de dix enfants.

## Carrière
À 13 ans, Brun a commencé à jouer dans des pièces de l'église. Sa première apparition à la télévision a eu lieu dans la série télévisée Judge Rinder sur ITV.

## Filmographie
- 2014 : Judge Rinder
- 2014 : For the Love of Money
- 2015 : Gold Dust Ikenga
- 2016 : Slave Dancer
- 2017 : Breach of Trust
- 2019 : Switch